# Hymna Vietnamské republiky
Státní hymnou Vietnamské republiky byla v období 1948–1975 píseň známá jako Tiếng Gọi Công Dân (Národní hymna Vietnamské republiky), původně známá jako Pochod mládeže (vietnamsky: Thanh Niên Hành Khúc) nebo Pochod studentů (vietnamsky: Sinh Viên Hành Khúc). Text i hudbu složil Lưu Hữu Phước.

## Originální text 1948–1956
| Này thanh niên ơi! Ðứng lên đáp lời sông núi. Đồng lòng cùng đi đi đi mở đường khai lối. Vì non sông nước xưa truyền muôn năm chớ quên. Nào anh em Bắc Nam cùng nhau ta kết đoàn. Hồn thanh xuân như gương trong sáng. Đừng tiếc máu nóng tài xỉn ráng. Thời khó thế khó khó làm yếu ta. Dầu muôn chông gai vững lòng chi sá. Đường mới kiếp phóng mắt nhìn xa bốn phương. Tung cánh hồn thiếu niên ai đó can trường. Thanh niên ơi! Ta quyết đi đến cùng. Thanh niên ơi! Ta nguyền đem hết lòng. Tiến lên, đồng tiến, vẻ vang đời sống. Chớ quên rằng ta là giống Lạc Hồng. |

## Text v období 1956–1975
Po pádu Saigonu v roce 1975 je hymna používána vietnamskou minoritou po celém světě jako hymna svobodného Vietnamu.
| Này Công Dân ơi! Quốc gia đến ngày giải phóng. Đồng lòng cùng đi hy sinh tiếc gì thân sống. Vì tương lai Quốc Dân, cùng xông pha khói tên, Làm sao cho núi sông từ nay luôn vững bền. Dù cho thây phơi trên gươm giáo, Thù nước, lấy máu đào đem báo. Nòi giống lúc biến phải cần giải nguy, Người Công Dân luôn vững bền tâm trí. Hùng tráng quyết chiến đấu làm cho khắp nơi Vang tiếng người nước Nam cho đến muôn đời! Công Dân ơi! Mau hiến thân dưới cờ! Công Dân ơi! Mau làm cho cõi bờ Thoát cơn tàn phá, vẻ vang nòi giống Xứng danh nghìn năm giòng giống Lạc Hồng! |